# I misteri del castello di Monroe
I misteri del castello di Monroe è un film muto italiano del 1914 diretto da Augusto Genina.